# Scarus longipinnis
Scarus longipinnis är en fiskart som beskrevs av Randall och Choat, 1980. Scarus longipinnis ingår i släktet Scarus och familjen Scaridae. IUCN kategoriserar arten globalt som livskraftig. Inga underarter finns listade i Catalogue of Life.